# Denílson Lourenço
Denílson Lourenço (Tupã, 11 de mayo de 1977) es un deportista brasileño que compitió en judo. Ganó una medalla en los Juegos Panamericanos de 1999, y tres medallas en el Campeonato Panamericano de Judo entre los años 2000 y 2007.
Participó en dos Juegos Olímpicos de Verano en los años 2000 y 2008, su mejor actuación fue un vigésimo primer puesto logrado en Pekín 2008 en la categoría de –60 kg.

## Palmarés internacional
| Juegos Panamericanos    | Juegos Panamericanos     | Juegos Panamericanos | Juegos Panamericanos |
| Año                     | Lugar                    | Medalla              | Categoría            |
| ----------------------- | ------------------------ | -------------------- | -------------------- |
| 1999                    | Winnipeg (Canadá)        | Medalla de plata     | –60 kg               |
| Campeonato Panamericano |                          |                      |                      |
| Año                     | Lugar                    | Medalla              | Categoría            |
| 2000                    | Orlando (Estados Unidos) | Medalla de oro       | –60 kg               |
| 2006                    | Buenos Aires (Argentina) | Medalla de bronce    | –60 kg               |
| 2007                    | Montreal (Canadá)        | Medalla de plata     | –60 kg               |